# Saison 2011-2012 des Nets du New Jersey
La saison 2011-2012 des Nets du New Jersey est la 45e saison de la franchise et la 36e au sein de la National Basketball Association (NBA). C'est la 35e et dernière saison dans la ville du New Jersey, pusique la franchise démenagera dans la ville de Brooklyn, pour devenir les Nets de Brooklyn lors de la saison 2012-2013.

## Draft
| Tour | Rang | Joueur           | Position | Nationalité | Provenance |
| ---- | ---- | ---------------- | -------- | ----------- | ---------- |
| 1    | 25   | MarShon Brooks   | G        | États-Unis  | Providence |
| 2    | 31   | Bojan Bogdanović | F        | Croatie     | Fenerbahçe |
| 2    | 36   | Jordan Williams  | F        | États-Unis  | Maryland   |

## Classements de la saison régulière
| Conférence Est | Conférence Est         | Conférence Est | Conférence Est | Conférence Est | Conférence Est |  |
| No             | Franchise              | Vic.           | Déf.           | PCT            | GB             |  |
| -------------- | ---------------------- | -------------- | -------------- | -------------- | -------------- |  |
| 1              | Bulls de Chicago       | 50             | 16             | 75,8 %         | -              |  |
| 2              | Heat de Miami          | 46             | 20             | 69,7 %         | 04.0           |  |
| 3              | Pacers de l'Indiana    | 42             | 24             | 63,6 %         | 08.0           |  |
| 4              | Celtics de Boston (a)  | 39             | 27             | 59,1 %         | 11.0           |  |
| 5              | Hawks d'Atlanta (a)    | 40             | 26             | 60,6 %         | 10.0           |  |
| 6              | Magic d'Orlando        | 37             | 29             | 56,1 %         | 13.0           |  |
| 7              | Knicks de New York     | 36             | 30             | 54,5 %         | 14.0           |  |
| 8              | 76ers de Philadelphie  | 35             | 31             | 53,0 %         | 15.0           |  |
|                |                        |                |                |                |                |  |
| 9              | Bucks de Milwaukee     | 31             | 35             | 47,0 %         | 19.0           |  |
| 10             | Pistons de Détroit     | 25             | 41             | 37,9 %         | 25.0           |  |
| 11             | Raptors de Toronto     | 23             | 43             | 34,8 %         | 27.0           |  |
| 12             | Nets du New Jersey     | 22             | 44             | 33,3 %         | 28.0           |  |
| 13             | Cavaliers de Cleveland | 21             | 45             | 31,8 %         | 29.0           |  |
| 14             | Wizards de Washington  | 20             | 46             | 29,2 %         | 30.0           |  |
| 15             | Bobcats de Charlotte   | 7              | 59             | 10,6 %         | 43.0           |  |

| Division Atlantique   | V  | D  | PCT    | GB   |
| --------------------- | -- | -- | ------ | ---- |
| Celtics de Boston     | 39 | 27 | 59,1 % | -    |
| Knicks de New York    | 36 | 30 | 54,5 % | 3.0  |
| 76ers de Philadelphie | 35 | 31 | 53,0 % | 4.0  |
| Raptors de Toronto    | 23 | 43 | 38,8 % | 16.0 |
| Nets du New Jersey    | 22 | 44 | 33,3 % | 17.0 |

## Effectif
| Numéro | Joueur            | Position | Provenance               |
| ------ | ----------------- | -------- | ------------------------ |
| 9      | MarShon Brooks    | SG       | Providence               |
| 2      | Jordan Farmar     | PG       | UCLA                     |
| 1      | Sundiata Gaines   | SG       | Georgia                  |
| 14     | Gerald Green      | SF       | Gulf Shores Academy (TX) |
| 43     | Kris Humphries    | PF       | Minnesota                |
| 10     | Damion James      | SF       | Texas                    |
| 7      | Armon Johnson     | PG       | Nevada                   |
| 11     | Brook Lopez       | C        | Stanford                 |
| 22     | Anthony Morrow    | SG       | Georgia Tech             |
| 27     | Johan Petro       | C        | France                   |
| 92     | DeShawn Stevenson | SF       | Washington Union HS (CA) |
| 45     | Gerald Wallace    | SF       | Alabama                  |
| 8      | Deron Williams    | PG       | Illinois                 |
| 20     | Jordan Williams   | C        | Maryland                 |
| 33     | Shelden Williams  | C        | Duke                     |

## Statistiques
| Joueur            | MJ | MC | MPG  | FG%  | 3P%   | FT%   | RPG  | APG | SPG | BPG | PPG  |
| ----------------- | -- | -- | ---- | ---- | ----- | ----- | ---- | --- | --- | --- | ---- |
| Keith Bogans      | 5  | 1  | 18.8 | .381 | .250  | .400  | 2.2  | 0.6 | 0.4 | 0.0 | 4.2  |
| MarShon Brooks    | 56 | 47 | 29.4 | .428 | .313  | .764  | 3.6  | 2.3 | 0.9 | 0.3 | 12.6 |
| Andre Emmett      | 6  | 0  | 7.5  | .571 | .000  | .625  | 1.0  | 0.2 | 0.3 | 0.2 | 2.2  |
| Jordan Farmar     | 39 | 5  | 21.3 | .467 | .440  | .905  | 1.6  | 3.3 | 0.6 | 0.1 | 10.4 |
| Sundiata Gaines   | 57 | 12 | 13.9 | .376 | .341  | .615  | 1.9  | 2.2 | 1.0 | 0.0 | 5.1  |
| Gerald Green      | 31 | 2  | 25.2 | .481 | .391  | .754  | 3.5  | 1.1 | 0.9 | 0.5 | 12.9 |
| Dennis Horner     | 8  | 0  | 2.8  | .250 | .000  | .750  | 0.6  | 0.0 | 0.0 | 0.0 | 0.6  |
| Kris Humphries    | 62 | 62 | 34.9 | .481 | -     | .752  | 11.0 | 1.5 | 0.8 | 1.2 | 13.8 |
| Damion James      | 7  | 7  | 24.3 | .371 | .000  | .667  | 4.7  | 0.4 | 1.0 | 1.0 | 4.9  |
| Armon Johnson     | 8  | 0  | 14.9 | .452 | .333  | 1.000 | 1.5  | 1.4 | 0.5 | 0.0 | 5.6  |
| Brook Lopez       | 5  | 5  | 27.2 | .494 | -     | .625  | 3.6  | 1.2 | 0.2 | 0.8 | 19.2 |
| Anthony Morrow    | 62 | 18 | 26.4 | .413 | .371  | .933  | 2.0  | 1.0 | 0.7 | 0.1 | 12.0 |
| Mehmet Okur       | 17 | 14 | 26.7 | .374 | .319  | .600  | 4.8  | 1.8 | 0.5 | 0.3 | 7.6  |
| Larry Owens       | 7  | 0  | 10.7 | .364 | .400  | .750  | 1.9  | 0.6 | 0.0 | 0.1 | 1.9  |
| Johan Petro       | 59 | 10 | 15.6 | .419 | 1.000 | .838  | 3.8  | 0.8 | 0.4 | 0.4 | 4.2  |
| Jerry Smith       | 5  | 0  | 9.2  | .214 | .167  | -     | 1.4  | 0.8 | 1.0 | 0.0 | 1.4  |
| DeShawn Stevenson | 51 | 30 | 18.8 | .285 | .283  | .563  | 2.0  | 0.8 | 0.4 | 0.1 | 2.9  |
| Gerald Wallace    | 16 | 16 | 35.8 | .416 | .385  | .859  | 6.8  | 3.1 | 1.4 | 0.7 | 15.2 |
| Deron Williams    | 55 | 55 | 36.3 | .407 | .336  | .843  | 3.3  | 8.7 | 1.2 | 0.4 | 21.0 |
| Jordan Williams   | 43 | 5  | 14.8 | .507 | -     | .652  | 3.6  | 0.3 | 0.5 | 0.3 | 4.6  |
| Shawne Williams   | 25 | 6  | 20.6 | .286 | .241  | .727  | 2.7  | 0.6 | 0.4 | 0.4 | 4.5  |
| Shelden Williams  | 58 | 35 | 22.0 | .478 | -     | .731  | 6.0  | 0.6 | 0.8 | 0.7 | 4.6  |

## Transactions

### Résumé
| Arrivées Via la draft - MarShon Brooks - Jordan Williams Via la période d'agents libres - Keith Bogans - Gerald Green - Dennis Horner - Larry Owens - DeShawn Stevenson - Shelden Williams - Shawne Williams Via un transfert - Mehmet Okur - Gerald Wallace Contrats de 10 jours - Andre Emmett - Armon Johnson - Jerry Smith | Départs Via un transfert - Mehmet Okur - Shawne Williams Via la période d'agents libres - Mario West - Brandan Wright - Sasha Vujačić Libérés - Keith Bogans - Stephen Graham - Dennis Horner - Larry Owens - Travis Outlaw - Ben Uzoh |

### Échanges
| 23 juin     | Vers les Nets du New Jersey Droits sur Bojan Bogdanović | Vers les Timberwolves du Minnesota Second tour de draft 2013 Compensation financière                  |
| 23 juin     | Vers les Nets du New Jersey Droits sur MarShon Brooks   | Vers les Celtics de Boston Droits sur JaJuan Johnson Second tour de draft 2014                        |
| 22 décembre | Vers les Nets du New Jersey Mehmet Okur                 | Vers le Jazz de l'Utah Futur second tour de draft                                                     |
| 15 mars     | Vers les Nets du New Jersey Gerald Wallace              | Vers les Trail Blazers de Portland Mehmet Okur Shawne Williams Second tour de draft 2013 conditionnel |

### Agents libres

#### Arrivées
| Joueur            | Date de la signature | Ancienne équipe                         |
| ----------------- | -------------------- | --------------------------------------- |
| Dennis Horner     | 9 décembre           | Armor de Springfield (D-League)         |
| Shelden Williams  | 13 décembre          | Knicks de New York                      |
| Shawne Williams   | 16 décembre          | Knicks de New York                      |
| Kris Humphries    | 21 décembre          | Renouvellement de contrat               |
| DeShawn Stevenson | 23 décembre          | Mavericks de Dallas                     |
| Larry Owens       | 18 janvier           | 66ers de Tulsa (D-League)               |
| Keith Bogans      | 31 janvier           | Bulls de Chicago                        |
| Gerald Green      | 18 mars              | À la suite de deux contrats de 10 jours |

#### Départs
| Joueur         | Date de la signature | Nouvelle équipe         |
| -------------- | -------------------- | ----------------------- |
| Sasha Vujačić  | 15 juillet           | Anadolu Efes (Turquie)  |
| Mario West     | 2 août               | Tezenis Verona (Italie) |
| Brandan Wright | 9 décembre           | Mavericks de Dallas     |
| Ben Uzoh       | 19 décembre          | Bobcats de Charlotte    |

#### Période de lock-out
De nombreux joueurs ont signé des contrats avec des équipes d'autres ligues mondiales en raison du lock-out du début de saison. La FIBA a autorisé les joueurs sous contrat, d'accepter de jouer dans une autre ligue s'il existait une clause de résiliation, permettant aux joueurs de revenir en NBA afin de débuter la saison régulière. La Chinese Basketball Association a cependant autorisé ses clubs à signer des joueurs NBA, pour l'intégralité de la saison.
| Joueur          | Date de signature | Nouvelle équipe               | Résiliation de contrat |
| --------------- | ----------------- | ----------------------------- | ---------------------- |
| Deron Williams  | 16 juillet        | Beşiktaş Milangaz (Turquie)   | Oui                    |
| Jordan Farmar   | 3 août            | Maccabi Tel Aviv (Israël)     | Oui                    |
| Ben Uzoh        | 1er octobre       | Lokomotiv-Kuban (Russie)      | Non                    |
| Dan Gadzuric    | 4 octobre         | Jiangsu Dragons (Chine)       | Non                    |
| Jordan Williams | 20 novembre       | Zastal Zielona Góra (Pologne) | Oui                    |

## Récompenses
- Deron Williams, NBA All-Star